# Brüsseler Nord-Süd-Verbindungsbahn
| Verlauf der Nord-Süd-Verbindungsbahn (schwarz) |                      |                           |                           |
| Streckennummer: | 0/1 bis 0/6          |                           |                           |
| Kursbuchstrecke: | 0                    |                           |                           |
| Streckenlänge: | 3,8 km               |                           |                           |
| Spurweite: | 1435 mm (Normalspur) |                           |                           |
| Stromsystem: | 3 kV =               |                           |                           |
| Streckengeschwindigkeit: | 50 km/h              |                           |                           |
| |                      |                           |                           |
| \| \| 0,0 \| Bru.-Nord/-Noord \| Bru.-Nord/-Noord \| \| \| \| Anfang des Tunnels \| \| \| \| 1,0 \| Bru.-Congrès/-Congres \| Bru.-Congrès/-Congres \| \| \| 1,9 \| Bru.-Central/-Centraal \| Bru.-Central/-Centraal \| \| \| \| Ende des Tunnels \| \| \| \| 2,7 \| Bru.-Chapelle/Kapellekerk \| Bru.-Chapelle/Kapellekerk \| \| \| 3,8 \| Bru.-Midi/-Zuid \| Bru.-Midi/-Zuid \| |                      |                           |                           |
| Bahnhof · Bahnhof · Bahnhof | 0,0                  | Bru.-Nord/-Noord          | Bru.-Nord/-Noord          |
| Tunnelanfang · Tunnelanfang · Tunnelanfang |                      | Anfang des Tunnels        | Anfang des Tunnels        |
| Strecke (im Tunnel) · Haltepunkt / Haltestelle (im Tunnel) · Haltepunkt / Haltestelle (im Tunnel) | 1,0                  | Bru.-Congrès/-Congres     | Bru.-Congrès/-Congres     |
| Bahnhof (im Tunnel) · Bahnhof (im Tunnel) · Bahnhof (im Tunnel) | 1,9                  | Bru.-Central/-Centraal    | Bru.-Central/-Centraal    |
| Tunnelende · Tunnelende · Tunnelende |                      | Ende des Tunnels          | Ende des Tunnels          |
| Strecke · Haltepunkt / Haltestelle · Haltepunkt / Haltestelle | 2,7                  | Bru.-Chapelle/Kapellekerk | Bru.-Chapelle/Kapellekerk |
| Kopfbahnhof Streckenanfang · Bahnhof · Bahnhof · Bahnhof | 3,8                  | Bru.-Midi/-Zuid           | Bru.-Midi/-Zuid           |

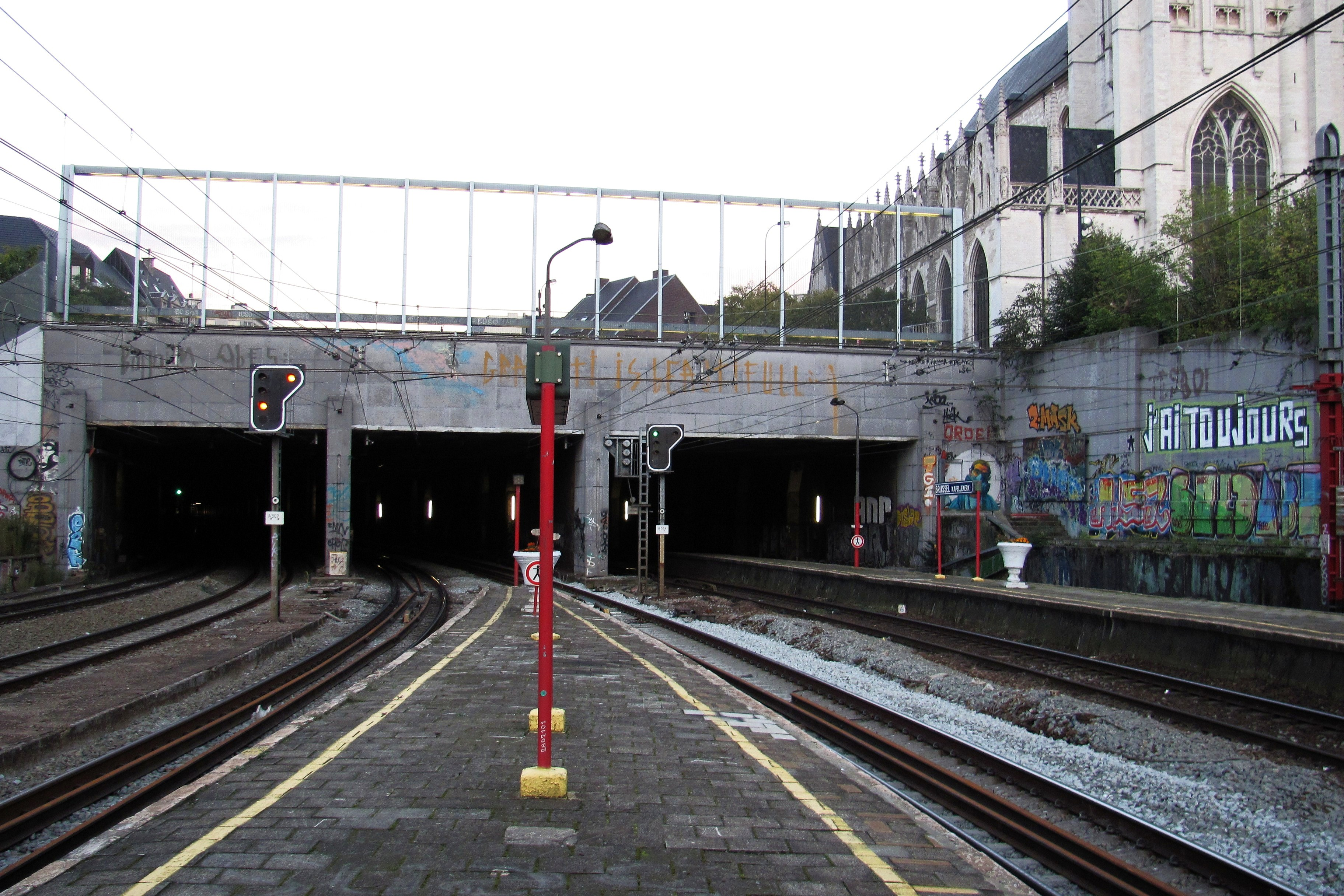
Südliches Tunnelportal am Bahnhof Brüssel-Kapellekerk.

Die Brüsseler Nord-Süd-Verbindungsbahn verbindet den Brüsseler Nordbahnhof (Brussel-Noord/Bruxelles-Nord) mit dem Brüsseler Südbahnhof (Brussel-Zuid/Bruxelles-Midi). Mit ca. 1200 Zügen pro Tag ist die unterirdische, sechsgleisige Strecke der am dichtesten befahrene Eisenbahntunnel der Welt.

## Betrieb und Geschichte
Ursprünglich hatte Brüssel drei Kopfbahnhöfe: Den Südbahnhof, den Nordbahnhof und den Bahnhof Brüssel-Luxemburg. Diese Situation war für den Bahnbetrieb sehr nachteilig und kostete Fahrgäste, die Brüssel durchreisten, viel Zeit.
Ab 1866 wurde dann der Bahnhof Luxemburg über die Bahnstrecke Brüssel–Namur mit dem Nordbahnhof verbunden. Eine Verbindung der beiden Brüsseler Hauptbahnhöfe Brüssel-Nord und Brüssel-Süd fehlte aber weiterhin. Als die Senne im 19. Jahrhundert in Brüssel überbaut wurde, kam die Idee auf, auch die neue Eisenbahnverbindung unterirdisch zu realisieren. Nach mehreren Diskussionen entschied man sich 1903 für die Tunnellösung, die Bauarbeiten begannen im Jahr 1911. Fertiggestellt wurde die neue Strecke in den 1950er Jahren. Die lange Bauzeit ist durch die zwei Weltkriege begründet, die die Bauarbeiten mehrmals unterbrachen. Die Strecke wurde am 4. Oktober 1952 feierlich durch König Baudouin I. eröffnet und war mit der Fertigstellung von allen Gleisen zum 23. Mai 1954 voll einsatzfähig. Ein Tunnel mit 1.948 m Länge und drei Röhren mit jeweils zwei Gleisen ist dabei das Rückgrat der Brüsseler Nord-Süd-Verbindungsbahn.
Siehe auch: Übersicht der verkehrenden Züge über die Verbindungsbahn am Beispiel des Bahnhofs Bruxelles-Central/Brussel-Centraal

## Strecken
Strecken, die die Nord-Süd-Verbindung am Nordbahnhof verlassen:
- Bahnstrecke Brüssel–Gent
- Bahnstrecke Brüssel–Lokeren
- Bahnstrecke Brüssel–Antwerpen
- Bahnstrecke Brüssel–Lüttich
- Bahnstrecke Brüssel–Namur

Strecken, die die Nord-Süd-Verbindung am Südbahnhof verlassen:
- Bahnstrecke Brüssel–Oostende
- Bahnstrecke Brüssel–Quévy(–Frankreich)
- Bahnstrecke Brüssel–Charleroi